# Irmak Aydın
Irmak Aydın (Istanbul, 1988) è un'attrice e scrittrice turca, nota per aver interpretato il ruolo di Cevriye nella serie Terra amara (Bir Zamanlar Çukurova).

## Biografia
Irmak Aydın è nata nel 1988 a Istanbul (Turchia), e oltre alla recitazione scrive anche opere teatrali.

## Carriera
Irmak Aydın all'età di sedici anni ha iniziato a recitare in teatro. Si è laureata presso il dipartimento teatrale dell'Università Aydın di Istanbul. Nel 2007 e nel 2008 ha recitato presso il Centro Culturale Yunus Emre e nel 2011 presso il teatro d'arte di Istanbul. Nel 2010 ha studiato recitazione presso l'Ayla Algan Drama Art House. Nel 2017 ha lavorato come editrice per Yurt Newspaper. Ha lavorato anche come insegnante di recitazione per un breve periodo.
Nel 2013 e nel 2014 ha fatto la sua prima apparizione come attrice nella serie Galip Derviş. Nel 2015 ha recitato nella serie  Acil Aşk Aranıyor. Nel 2019 ha interpretato il ruolo di Ayça nel film Hababam Sinifi Yeniden diretto da Doga Can Anafarta. Nel 2022 è stata scelta per interpretare il ruolo di Cevriye nella serie in onda su ATV Terra amara (Bir Zamanlar Çukurova) e dove ha recitato insieme ad attori come Hilal Altınbilek, Furkan Palalı, Bülent Polat e İlayda Çevik. Nel 2022 ha recitato nel film Sil Bastan Kaynanam diretto da Rasit Çelikezer.

## Filmografia

### Cinema
- Hababam Sinifi Yeniden, regia di Doga Can Anafarta (2019)
- Sil Bastan Kaynanam, regia di Rasit Çelikezer (2022)

### Televisione
- Galip Derviş – serie TV (2013-2014)
- Acil Aşk Aranıyor – serie TV (2015)
- Terra amara (Bir Zamanlar Çukurova) – serie TV, 20 episodi (2022)